# Cmentarz ewangelicki w Żdżarach
Cmentarz ewangelicki w Żdżarach – nieczynny cmentarz ewangelicko-reformowany (parafia w Żychlinie) zlokalizowany we wsi Żdżary (powiat koniński, województwo wielkopolskie).

## Historia i nagrobki
Cmentarz położony jest na północy wsi, na wzniesieniu, po lewej stronie drogi krajowej nr 72 Konin – Tuliszków (dojście możliwe jest od południa, polną drogą, częściowo młodnikiem, lub na przełaj).
Data powstania nekropolii nie jest znana, na pewno jednak istniała ona przed 1865. Służyła tak ewangelikom reformowanym, jak i luteranom. Teren był dawniej ogrodzony, jednak obecnie płot nie istnieje (zachowały się jedynie pozostałości bramy i słupków narożnych). Prawdopodobnie obiekt wygraniczała siatka albo tylko druty przewleczone przez otwory. W środku stoi drewniany krzyż, który częściowo wrósł w drzewo. Nagrobki zachowały się w części zachodniej (na linii zachód – wschód). Wykonane są z cementu (tumby bez przykrycia, ozdobione płycinami, na których umieszczono ukośnie położone krzyże) i noszą nazwiska polskie oraz niemieckie (często z błędami, co świadczy o nieporadności językowej piszącego). Główna aleja mogła biec po przekątnej cmentarza. Ostatnie pochówki zostały tutaj dokonane po 1945.
Podobny typ nagrobków, co w Żdżarach, występuje na cmentarzu w Żychlinie.
Teren porastają dęby (częściowo powycinane), a także krzewy i samosiejki. Na wzniesieniu przy cmentarzu stał wiatrak Schillera (obecnie nie istnieje).